# Ichneumon acourti
Ichneumon acourti är en stekelart som beskrevs av Cockerell 1921. Ichneumon acourti ingår i släktet Ichneumon och familjen brokparasitsteklar. Inga underarter finns listade i Catalogue of Life.